# Tibetanen
De Tibetanen zijn een volk in Azië. Er zijn naar schatting vijf tot zes miljoen Tibetanen verspreid over Tibet en aangrenzende gebieden in de Himalaya's. Een groot deel van de Tibetanen leeft in een diaspora, vooral in India maar ook in westerse landen. 

## Verspreiding
De verspreiding van de Tibetaanse cultuur en taal is veel groter dan de Tibetaanse Autonome Regio in China of de voormalige grenzen van het historische Tibet. Aanzienlijke delen van de Chinese provincies Gansu, Sichuan en Yunnan zijn ook etnisch Tibetaans. "Groot-Tibet" omvat daarnaast Bhutan, de Indiase deelstaat Sikkim, het noorden van Nepal, Ladakh en Arunachal Pradesh in het noorden van India, en Baltistan in het noorden van Pakistan. 
De complexiteit van het Tibetaanse cultuurgebied wordt vergroot door de tientallen dialecten van kleinere etnische groepen. De grote natuurlijke barrières en het politieke isolement leiden ertoe dat veel Tibetanen een eenvoudig bestaan leiden. In het uitgestrekte noorden van Tibet is dat meestal een nomadisch bestaan als herders van vee, voornamelijk de jak. Huisvesting gebeurt in tenten.

## Religie
In de zevende eeuw werd vanuit China het boeddhisme geïntroduceerd, korte tijd later gevolgd door de komst van boeddhistische missionarissen uit India. De geestelijke en wereldlijke instituties raakten verweven, wat alle aspecten van het leven beïnvloedde. Hoewel het Tibetaans boeddhisme meerdere stromingen kent, voert de gelug sinds de zeventiende eeuw de boventoon. In die eeuw bereikte de Tibetaanse theocratie onder de vijfde dalai lama, Ngawang Lobsang Gyatso, haar hoogtepunt. 
Het boeddhisme stimuleerde een hoogontwikkelde beschaving waarin veel aandacht werd geschonken aan het geestelijk leven en filosofie. Tot op zekere hoogte bestaat deze cultuur nog steeds, zij het in beperkte vorm. 
Vanaf 1912 was Tibet de facto onafhankelijk, totdat China het land in 1950 bezette. In 1959 ging de dalai lama samen met tachtigduizend volgelingen in India in ballingschap. Sindsdien wordt religie onderdrukt en zijn tal van kloosters verwoest. Door de gestage immigratie van etnische Chinezen wordt het percentage inheemse Tibetanen steeds kleiner.

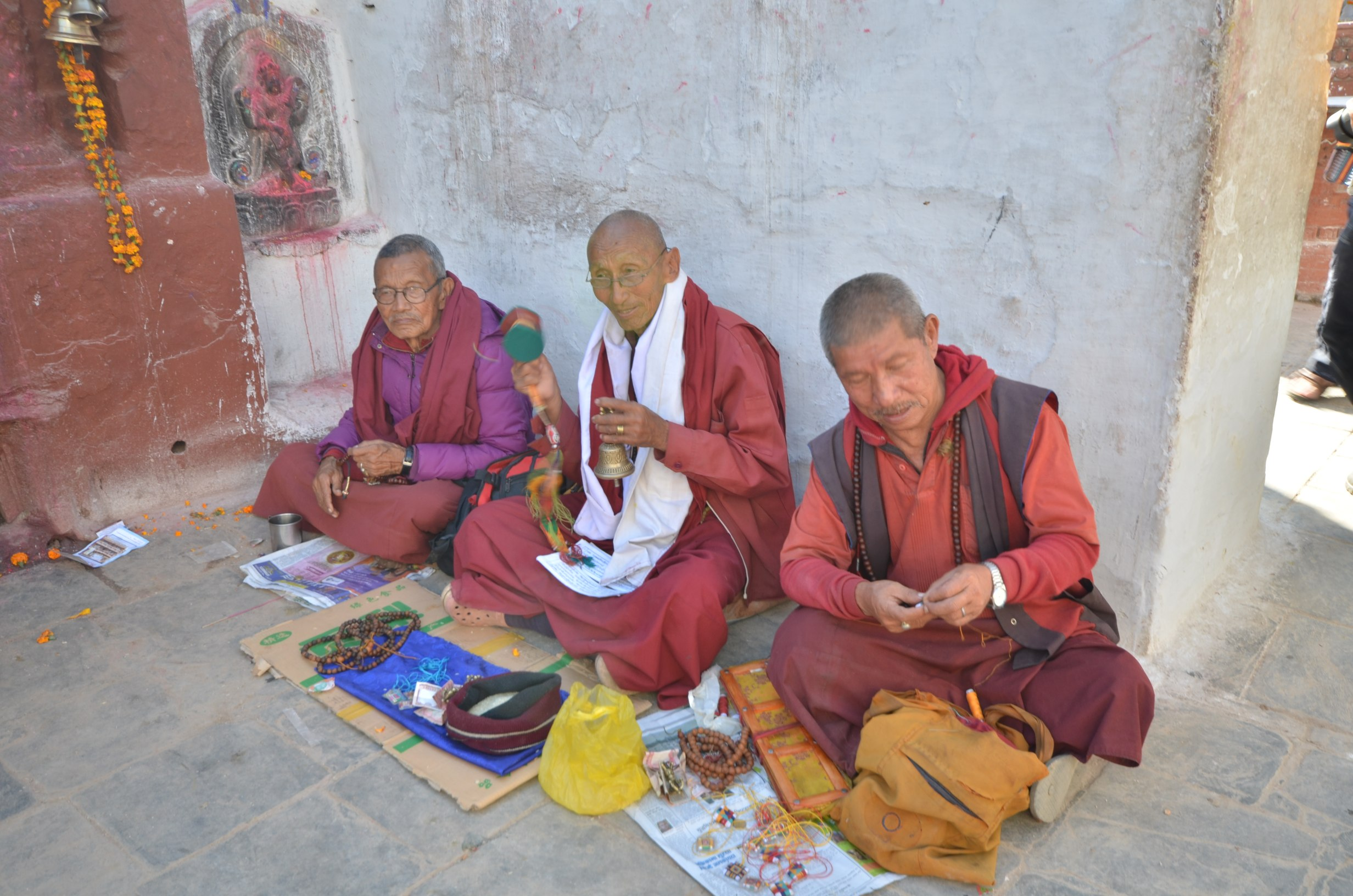
Tibetaanse monniken

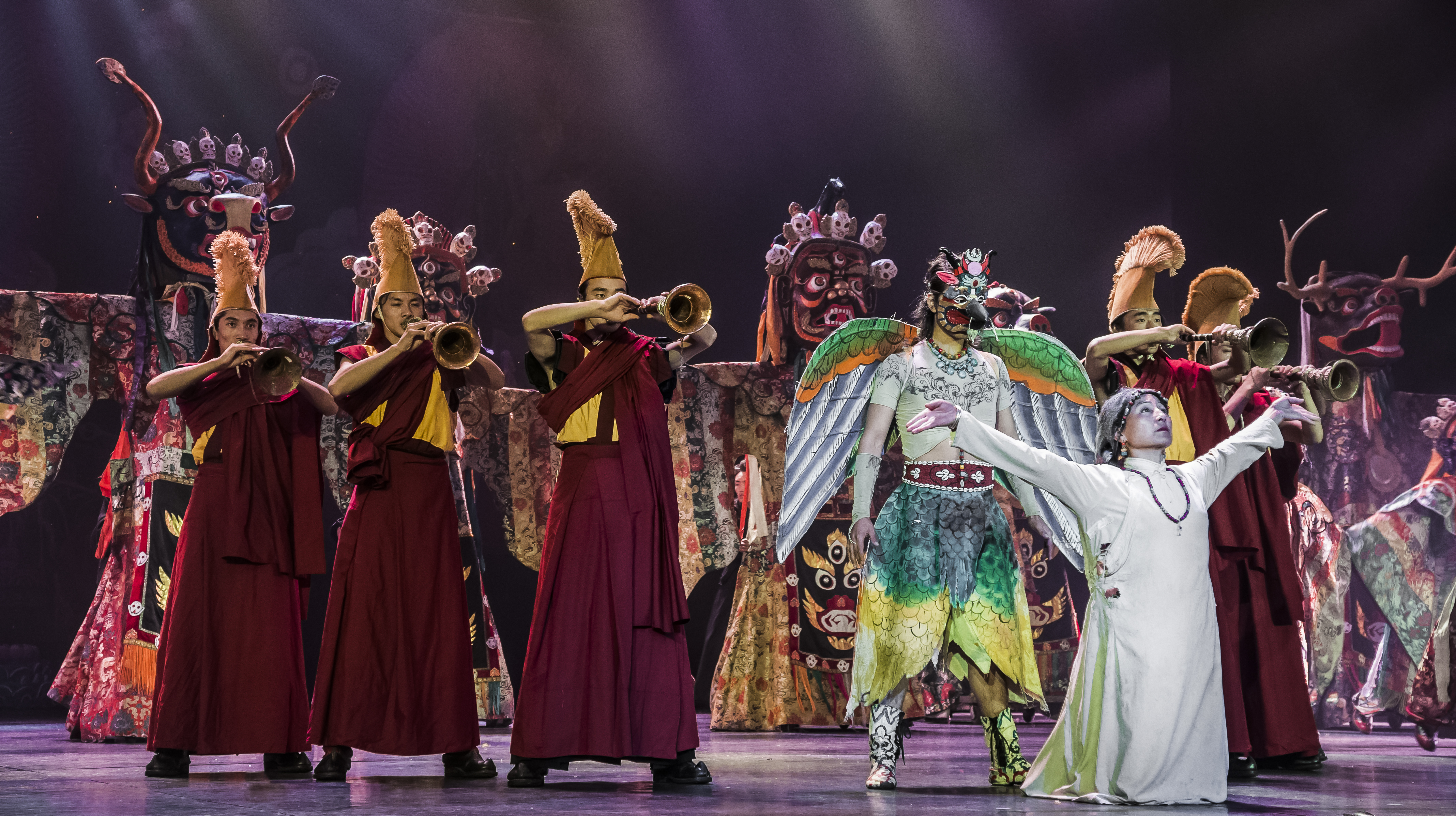
Jiuzhaigou-Tibetaans mysteriespel in Jiuzhaigou, China

Achang · Akha · Bai · Baima · Blang (Bulong) · Bonan · Buyi · Dai · Daur · De'ang · Dong · Dongxiang · Drung · Evenken · Gaoshan (Taiwanese aboriginals) · Gelao · Gin (Vietnamezen) · Han · Hani · Hlai (Li) · Hui · Jingpo · Jino · Kazachen · Kirgiezen · Koreanen · Lahu · Lhoba · Lisu · Mantsjoes · Maonan · Miao (Hmong) · Mongolen · Monpa (Menba) · Mulam (Mulao) · Nanai (Hezhe) · Naxi · Nu · Oeigoeren · Oezbeken · Oroqen · Pumi · Qiang · Russen · Salar · She · Sui · Tadzjieken · Tataren · Tibetanen (Zang) · Tu · Tujia · Wa (Va) · Yao · Yi · Yugur · Xibe · Zhuang